# 遠野千夏
遠野 千夏（とおの ちか、1988年6月19日 - ）は、日本のタレント、グラビアアイドル、元レースクイーン。北海道出身。

## 略歴
1988年6月19日、3人姉妹の末っ子として生まれる。出生から小学5年までを北海道河東郡音更町で過ごし、以降は札幌市で育つ。
高校2年の時、たまたま買った情報誌でモデルエージェンシールナフラウを知り、同社に履歴書を送り所属にこぎつける。北海道を中心にモデル・タレントとして活躍。K-pointと業務提携をし、活動の幅を東京にも広げ、北海道武蔵女子短期大学英文科在学中だった2008年のSUPER GTにおいて、新人の登竜門と言われる『カルソニックレディ』としてレースクイーン活動を開始。2009年と2010年には、当時レースクイーン業界ではカリスマ的な人気を博すZENT sweetiesの一員となり知名度をさらに高めた。
2010年4月に上京。2011年、ルナフラウとの契約を解除し、提携先のK-pointに正式所属。レースクイーンとしての活動に見切りをつけたものの、同年7月、既に6名が活動していたZENT sweetiesに再加入。ちなみにこの年のZENT sweetiesは当初4人体制として発表されたが、その後2名増員でシーズン本番を迎え、遠野が復帰したことにより過去最多の7人編成となった。2011年のSUPER GT第4戦（スポーツランドSUGO）からシーズン終了まで参加したが、2012年も引き続き参加した結果、sweeties史上最長の4年間務めた。
2011年9月、雑誌『FLASH』（光文社）主催のオーディション『ミスFLASH2012』にエントリーし、2012年2月6日、同コンテストの6代目グランプリに選ばれる。同コンテスト出身者で構成されたアイドルグループ「G☆Girls」にも一時期在籍し、センターを務めた。
2012年11月12日、東京オートサロンイメージガール『A-class』の2013年度メンバーに選出。
2014年3月31日、所属していたK-pointを退所し、同年夏、遠野 千夏（とおの ちか）から森 チカ（もり チカ）に改名。
2016年11月1日、オスカープロモーションに所属し、本名の金山 睦（かなやま ちか）に改名し、4年振りのグラビア復帰を果たした。
ASCHE所属であったが2019年4月からPIGROOMに所属。
2020年9月12日、Twitterにて芸名を遠野 千夏に戻しかつ事務所もPIGROOMからR・I・P所属と報告があった。
2022年10月現在、フリーランスで活動中。

## 人物
- 趣味はインテリア。
- 好きな色は黄色。
- ZENT sweetiesで2年間共働した花井瑠美とはプライベートでも交流が深く、ほぼ毎日一緒にいる時もあったという[18]。
- 2013年度のA-classメンバーの中で唯一、自身のTwitterアカウントを所持しておらず[12]、2017年10月頃まではAmeba blog、Instagramのアカウントのみを所有・運用していたが、同年11月下旬以降はTwitterのアカウントも取得している(両アカウント共、詳細は下記『外部リンク』参照)。
- 2023年時点で、テレビ東京『じっくり聞いタロウ～スター近況（秘）報告～』では最古参アシスタントとなっている[19]。

## 作品
A-class及びG☆Girlsの項も参照。

### イメージDVD
- 大接近〜ちかっ!〜 （2009年11月21日、トリコ）
- ちかすぎて・・・ （2011年12月22日、トリコ）
- ミスFLASH2012 遠野千夏 （2012年4月10日、イーネット・フロンティア）
- 近くで見つめて （2012年11月24日、竹書房）
- もっとちかくに 遠野千夏DVDBOX （完全未公開映像特典DVD付） （2013年2月16日、イーネット・フロンティア）
- 恋愛躰質〜遠くてもちかくてもずっと…〜 （2013年3月29日、シャイニングスター）
- OVER〜もうしないと誓います… （2013年6月30日、アクアハウス）
- 千夏の衝動 （2013年11月27日、晋遊舎）
- ただいま （2017年7月20日、ラインコミュニケーションズ）
- いけないコンシェルジュ （2017年10月20日、イーネット・フロンティア）
- 恥じらい白書 （2018年1月25日、イーネット・フロンティア）
- ワタシの恋愛論 （2018年7月17日、双葉社）
- 睦感 -ちかん- （2018年11月24日、イーネット・フロンティア）
- ヤワラカイ （2019年2月22日、スパイスビジュアル）
- エロチカヘブン （2019年5月23日、ギルド）
- あなた、ごめんなさい。 （2019年8月23日、竹書房）
- 透写 （2019年11月29日、エスデジタル）
- イチャラブ温泉旅行 （2020年3月25日、エアーコントロール）
- 秘蜜の情事 （2020年12月18日、イーネット・フロンティア）
- 極CHIKA （2021年6月25日、エスデジタル）
- 昼下がりの誘惑 （2023年2月22日、イーネット・フロンティア）

### 雑誌
- FLASH - 表紙
- プレイボーイ
- ヤングジャンプ
- 週刊大衆 - 表紙
- ヤングキング - 表紙
- ヤングアニマル
- アサヒ芸能 - 表紙
- 週刊SPA! - グラビアン魂
- 週刊アスキー
- 金のEX
- 月刊BOMB
- CHUスペシャル - 表紙
- ヤングチャンピオン
- DVDドリーム - 表紙
- はじめての輸入車購入
- goo world
- ギャルズパラダイス - 表紙
- CARトップ - 表紙
- カスタムCAR - 表紙
- モトチャンプ
- cancam
- 411
- Men'sJOKER
- ナックルズ極ベスト - 表紙

### 写真集
- 出しちゃった?（2018年6月20日、双葉社、撮影：篠原潔）ISBN 978-4575313697

## 出演

### バラエティ
- What's New? Cute（2006年10月 - 2009年6月、札幌テレビ） - レギュラー
- 浜ちゃんが!（読売テレビ） - 「売る」編にアシスタントとして不定期出演していたが、2012年3月29日（読売テレビ放送分）放送の「買う」編にゲスト出演した。
- BACK STAGE PASS 〜SAPPORO〜（2009年10月 - 2010年1月、HBCテレビ） - レギュラー
- SNOW SWEET LIFE（2009年12月20日 - 2010年3月28日、北海道文化放送） - MC
- ゲーマーズTV 夜遊び三姉妹 〜今夜も上上下下左右左右BA〜（2011年12月1日、日本テレビ） - 「ふるぼっこ堂」コーナー
- ウレロ未確認少女（テレビ東京）DVD-BOX特典映像（2012年2月29日発売）
- 週刊♂オトコ自身（2012年、BeeTV）
- 10分BOX（2012年4月11日、フジテレビ）
- お笑いワイドショー マルコポロリ!（2012年4月29日、関西テレビ）
- バナナ炎（2012年6月5日、TOKYO MX）
- 雨上がり決死隊のモテカツV〜お笑い芸人×グラビアアイドル合コンSP（2012年8月26日、読売テレビ）
- サンデージャポン（2012年10月7日、TBS） - 「テリー伊藤のモテ散歩」コーナー
- お願い!ランキング「俺のイタリアン人気メニューベスト5帰れま5」（2013年1月9日、テレビ朝日）
- 美しい人に怒られたい（2013年2月13日、テレビ東京）
- 森田一義アワー 笑っていいとも!（フジテレビ） 
  - 「負けず嫌いマッチ」ラウンドガール（2013年10月18日、10月25日、11月15日、12月6日）
  - 「そっくりさんアワード2013チャンピオン大会」プレゼンター（2013年12月20日）
- 美の国のお茶会（2014年、テレビ東京） - お茶ガール レギュラー
- 武井壮とマンゾクディーバの新よるたま（2014年 - 2015年、テレビ北海道） - 「宗男が行く!」コーナーレギュラー
- じっくり聞いタロウ〜スター近況㊙報告〜（2016年7月8日 - 、テレビ東京） - レギュラーアシスタント、ネクストブレイクアイドルとして出演、リアクターゲスト出演
- 真夜中のおバカ騒ぎ!（2016年12月1日、千葉テレビ）
- テレ東がコント作っちゃいました～ふ～ん、それがどうした!～（2017年12月28日、テレビ東京）
- かのおが便利軒（2019年4月-仙台放送）

レギュラー
- モデルプレスナイトⅡ（2019年6月-、ひかりTV）準レギュラー

### CM
- 札幌ファッションビルCOSMO（2008年） - イメージガール
- パチンコホールZENT3年間プロジェクト（2010年 - ）
- グリコ乳業「ドロリッチ」（2012年） - ドロリッチガールズ
- パチンコホールmarumitsu（2015年3月） - ナレーション

### ラジオ
- オレたちゴチャ・まぜっ!〜集まれヤンヤン〜（2012年4月21日 - 2013年4月13日、MBSラジオ）
- 田原俊彦インターネットラジオ「Double-T リラックスタイム8」（2013年5月24日 - 2013年11月8日、無料インターネットラジオ放送） - アシスタント
- オレたちやってマンデー（2019年6月10日 - 2021年9月28日、MBSラジオ）レギュラー

### 舞台
- ミュージカルユニットもえぎ色「Tear drop」(2008年9月-）
- ミュージカルユニットもえぎ色「もえぎ色女学院〜合唱コンクール編〜」(2009年5月22日 - 24日）- ひより 役
- 劇団スカンクシアター「全部ウソ。〜だって、ダマされる方がワルいんでしょ〜」（2012年1月26日 - 29日、下北沢Geki地下Liberty）
- 劇団スカンクシアターvol.4「PUPPY」（2012年9月13日 - 17日、劇場MOMO）[20]
- ミュージカル「 GO,JET!GO!GO!vol.6〜追憶のブルージーン・クリスマス〜」（2012年12月14日 - 24日、Air studio）- 美月 役
- 劇団コラソン「ジミヘン」（2015年8月21日 - 23日、ニッポン放送イマジンスタジオ）
- 初級教室「アンソロギア」（2016年6月22日 - 26日） - アイドル役

### 映画
- チェリーボーイズ（2018年） - 真紀 役

### DVDドラマ
- 妄想科学「遠野千夏&古崎瞳 スケスケ透視メガネで覗かれた!」（2012年11月8日、ソフト・オン・デマンド）- 主演

### MV
- ハイジ「星降る夜に」（2011年7月13日）
- HI-D「Sparkling Drive feat. DJ☆GO」（2011年9月14日）
- Gero「うどん」（2013年10月8日）

### レースクイーン
- SUPER GT「calsonicレディ」（2008年）[21]
- SUPER GT「ZENT sweeties」（2009年 - 2012年）

### その他
- SRC ラウンドガール（2010年）[22]
- JRA コンテンツ「GLAMOROUS CUP」（2012年9月24日）- 美ジョッキー エースタイル
- パチンコ台 ニューギン CR GレーサーN-KX - プリティレーサー
- 東京ガールズコレクション（2014年9月6日） - ANGFAまつ育アンバサダー グランプリ受賞